# Jaze
Juan Carlos Iwasaki La Puente (Lima, 8 de diciembre de 1999), conocido artísticamente como Jaze, es un rapero peruano. Fue campeón de la Red Bull Batalla de los Gallos Perú 2018 y la God Level Internacional 2019, título que compartió con Nekroos y Choque. También es uno de los fundadores del colectivo de freestylers peruanos Soporte Alterno y contribuyó significativamente en la creación de la liga profesional de freestyle FMS Perú.

## Biografía
Nació en el distrito de San Borja, en la provincia y departamento de Lima, en Perú, el 8 de diciembre de 1999. Hijo de Gustavo Iwasaki Cauti, profesor y músico limeño, y Marilú La Puente, preparadora y psicóloga, Juan Carlos es el mayor de tres hermanos. Desde pequeño se interesó por la música y el arte.

Estudió en el colegio Santísimo Nombre de Jesús y posteriormente, en 2017, ingresó a la facultad de música de la Pontificia Universidad Católica del Perú ocupando el primer lugar en el examen de admisión y consiguiendo extraordinarios comentarios de su jurado calificador.

## Trayectoria
Jaze inició su incursión en la improvisación en mayo de 2015 por a la influencia de sus amigos. Después de presenciar una sesión de improvisación en un parque tras un partido de fútbol, decidió explorar esta forma de expresión, inicialmente limitándose a enfrentamientos informales con compañeros de colegio y amigos como McKópata.
En 2016, junto con McKópata, fundó el colectivo «Soporte Alterno», una plataforma para competiciones underground de freestyle. Esta iniciativa le permitió no solo grabar sus propias batallas, sino también ganar reconocimiento en competiciones locales. Para 2017, ya había participado en eventos como Sangre Inca y la Liga de Freestyle Profesional, venciendo a competidores de renombre como Ramset.
El año 2018 participó en LaLiga y Red Bull Regional le valió reconocimiento nacional e internacional, culminando con su victoria en la final nacional de Red Bull, lo que lo consagró como campeón nacional en su primera participación en dicho evento.
En 2019, Jaze continuó participando en eventos como Ghetto Dreams League y Pangea, aunque su momento más destacado fue su victoria en God Level 2019, donde junto a los freestylers peruanos Nekroos y Choque se coronó campeón mundial. Además, ese año marcó su incursión en la música como solista con el lanzamiento de su primer sencillo «Tranqui».
Durante los años siguientes, Jaze continuó su trayectoria en la música y el freestyle, participando en la Freestyle Master Series Perú, donde se proclamó bicampeón en las dos primeras temporadas. Sin embargo, en 2022 anunció su retiro de las batallas de rap para enfocarse completamente en su carrera musical, firmando un contrato con Sony Music Perú y participando en proyectos como la serie reality «Los Herederos». En 2023, anunció colaboraciones con la ganadora del Grammy Latino, Susana Baca, y con el cantante venezolano Micro TDH.

## Discografía

### Sencillos
- Tranqui (2019)
- Reloj vital (2020)
- Unidos con Anna Carina (2020)
- Pinta nomá' (2020)
- Son cosas (2020)
- Plan A con Temple Sour (2020)
- Al mango (2021)
- 403 (2021)
- Versus (2021)
- Perdón (2021)
- Avión amarillo (2021)
- Personalidad 7 (2021)
- Dónde está (2021)
- Safari (2021)
- Lunares (2021)
- No le mienta a mamá (2022)
- Cantar adentro (2022)
- Las consecuencias (2022)
- Akel pastel (2022)
- Kverna (2022)
- Jomalón con Susana Baca (2023)
- Ke será de mí (2023)
- Los niños buenos (2023)
- Tu viejita con Micro TDH (2023)
- Fútbol shampán (2023)
- Sektor inesperado de Marfield (2023)
- Me da igual con Santi Celli (2023)
- Viendo el sol con After (2023)
- Woyo woyo con Gabiboi (2024)
- La terminal (2024)
- Mil procedimientos(2024)
- El vino y el tiempo(2024)

### Colaboraciones
- Sangre inca 2018 (Cypher #1) (2018)
- Maestros de ceremonia (2019)
- Camaleón (2020)
- Perú hay que cuidarnos (2020)

### Álbumes
- Personalidad 7 (2021)
- Toy lokazo (2023)
- Quizá no es para tanto (2025)

## Palmarés
Estos son los palmarés oficiales obtenidos por Jaze:
| Año  | Competición                                   | Lugar               | Ref.   |
| ---- | --------------------------------------------- | ------------------- | ------ |
| 2017 | BDM Regional Miraflores 2017                  | Perú                |        |
| 2017 | Sangre Inca Regional El Círculo 2017          | Perú                |        |
| 2018 | LFP Regional DH Sur 2018                      | Perú                |        |
| 2018 | LFP Nacional Perú 2018                        | Perú                | [ 22 ] |
| 2018 | Sangre Inca Regional Raptonda 2018            | Perú                |        |
| 2018 | Sangre Inca Nacional Perú 2018                | Perú                | [ 23 ] |
| 2018 | Sangre Inca Internacional 2018                | Perú                | [ 24 ] |
| 2018 | Red Bull Nacional Perú 2018                   | Perú                | [ 25 ] |
| 2019 | God Level 3vs3 2019 (con Nekroos y Choque)    | México, Chile, Perú | [ 26 ] |
| 2019 | God Level 2vs2 2019 - Fecha 1 (con Stuart)    | Argentina           | [ 27 ] |
| 2021 | FMS Perú Temporada 1                          | Perú                | [ 28 ] |
| 2021 | Combate Freestyle - Fecha 9 Perú 2021         | Perú                |        |
| 2022 | God Level All Stars 2vs2 - Fecha 2 (con Papo) | Chile               | [ 29 ] |
| 2023 | FMS Perú Temporada 2                          | Perú                | [ 16 ] |

## Premios y nominaciones
| Premios                 | Año  | Categoría                       | Nominación a   | Resultado | Ref.   |
| ----------------------- | ---- | ------------------------------- | -------------- | --------- | ------ |
| Premios Luces           | 2021 | Disco del año                   | Personalidad 7 | Nominado  | [ 30 ] |
| Premios Luces           | 2021 | Mejor freestyler                | Jaze           | Ganador   | [ 31 ] |
| Premios Luces           | 2022 | Mejor freestyler                | Toy Lokazo     | Ganador   | [ 32 ] |
| Freestyle Master Awards | 2023 | Mejor Minuto                    | Jaze           | Ganador   | [ 33 ] |
| Freestyle Master Awards | 2023 | Freestyler Favorito del Público | Jaze           | Ganador   | [ 34 ] |